# L'Affaire Dominici (téléfilm, 2003)
Pour les articles homonymes, voir L'Affaire Dominici (homonymie).
Pour plus de détails, voir Fiche technique et Distribution.
L'Affaire Dominici est un téléfilm français en deux parties, réalisée par Pierre Boutron, sorti à la télévision les 13 et 20 octobre 2003.

## Synopsis
Au matin du 5 août 1952, sur le territoire de la commune provençale de Lurs, les corps de trois touristes anglais, Sir Jack Drummond, son épouse Ann et leur fille Elisabeth âgée de 10 ans, sont retrouvés au bord de la route nationale 96, à proximité de la ferme de la famille Dominici, au lieu-dit la Grand'Terre, proche de la Durance. Venu de Marseille et chargé de l'enquête, le commissaire Edmond Sébeille soupçonne très vite les Dominici.

## Fiche technique
- Réalisation : Pierre Boutron
- Scénario, adaptation et dialogues : Pierre Boutron et Odile Barski
- Assistants réalisateur : Nicolas Adelet, Krystel Bazex, Claire Chevrier, Sybil Rerat
- Musique : Jean-Claude  et Angélique Nachon
- Décors : Emile Ghigo
- Mixages : Eric Bonnard
- Maquillage : Laurence Azouvy, Claude Belot, Joëlle Dominique, Nathalie Louichon
- Script : Claudine Grellier
- Distribution : TF1
- Date de sortie : 13 octobre 2003 (téléfilm) sur  TF1
- Genre : drame

## Distribution
- Michel Serrault : Gaston Dominici
- Michel Blanc : Le commissaire Edmond Sébeille
- Thomas Jouannet : Lucas Fabre
- Bruno Slagmulder : Gustave Dominici
- Julie Delarme : Yvette Dominici
- Vincent Martin : Clovis Dominici
- Armelle Deutsch : Brigitte
- Jacques Spiesser : Le juge Roger Périès
- Reine Bartève : Marie Dominici
- Philippe Dormoy : Paul Maillet
- Damien Jouillerot : Zézé Perrin

## Autour du téléfilm
Ce téléfilm est basé selon la version du journaliste William Reymond dans son livre de 1998 : Dominici non coupable, les assassins retrouvés.